# 시금치
시금치(학명: Spinacia oleracea)는 비름과의 한해살이 또는 두해살이 풀이다.

## 개요
시금치는 아시아 서남부 원산의 한두해살이 채소로 뿌리는 육질이며 굵고 길다. 원줄기는 속이 비어 있고 높이 50cm 정도 자란다. 잎은 어긋나고 잎자루가 있으며 밑부분이 깊게 갈라지고 윗부분은 밋밋하다. 꽃은 2가화이며 5월에 핀다. 수꽃은 수상꽃차례 또는 원추꽃차례에 달리고 4개씩의 꽃덮이 갈래조각과 수술로 되어 있다. 암꽃은 잎겨드랑이에 3~5개씩 모여 달리고 꽃밑에 꽃덮이 같은 소포가 있으며 암술대는 4개이다. 열매는 2개의 뿔이 있다. 뿌리잎과 어린 부분을 나물로 무쳐 먹거나 국을 끓여 먹기도 한다.

## 종류
시금치는 종자의 형태에 따라서 유각종과 환종의 두 변종으로 나눌 수 있다. 유각종에는 동양종, 환종에는 서양종이 많이 포함되며, 형상이나 성상에 있어 현저한 적응성의 차이가 인정된다. 양자의 잡종계 품종도 일찍이 육성되었다. 유각종은 일반적으로 개화가 빠르며 내한성이 강하다. 형태적으로는 여윈 모양으로 작고 잎살이 얇으며 잎의 결각이 심하고 뿌리가 붉은 색이 짙다. 이에 대하여 환종은 대체적으로 식물체가 대형이고 잎살이 두꺼우며 추대가 늦다. 잎이 두껍고 결각이 적으며 뿌리의 붉은색도 짙지 않다.

## 성분
시금치의 성분은 단백질 2.6%, 지방 0.7%, 탄수화물 4.2%, 섬유질 0.7%이며, 철분이 100g에 4.2mg, 비타민 A가 5,000~8,000I.U., 비타민 C가 30-60mg 들어 왔다.

### 철분
시금치는 철분이 많이 함유되어 있다고 알려져 있으나, 이는 1870년 독일의 과학자 E. von Wolf가 출판한 자료에서 소수점이 잘못 찍힌 것에서 비롯된 것이다. 시금치의 철분 함유량은 다른 식품과 비교했을 때 두드러지게 높은 편은 아니다.

## 이용
대한민국에서는 시금치를 주로 데쳐서 나물로 무쳐 먹으며, 토장국을 끓이는 데 넣기도 한다. 중국에서는 시금치를 주로 기름에 볶아 먹는다.

## 재배
| 국가                                                                    | 생산량 (100만톤) |
| ----------------------------------------------------------------------- | ---------------- |
| 중국                                                                    | 23.8             |
| 미국                                                                    | 0.38             |
| 일본                                                                    | 0.23             |
| 튀르키예                                                                | 0.23             |
| 전 세계                                                                 | 26.3             |
| 출처: UN Food & Agriculture Organization, Statistics Division (FAOSTAT) |                  |

시금치의 재배 형태는 봄가꾸기·여름가꾸기·가을가꾸기의 세 가지가 있다. 봄가꾸기는 4~5월에 씨를 뿌려 5~6월에 수확하는 것으로 대표적인 품종으로는 노벨이 있다. 여름가꾸기는 6~8월에 씨를 뿌려 8~10월에 수확하는 형태로 재래종이 재배되나 온도가 25°C 이상 되면 자라지 않으므로 고랭지에서만 재배된다. 가을가꾸기는 9~10월에 씨를 뿌려 10~11월에 수확하는 것으로 주로 우성시금치가 재배된다. 파종은 줄뿌림을 주로 하며 시비량은 10a당 질소 20kg, 칼륨 15kg, 인산 12kg 정도이다. 수확은 재배 시기에 따라 다르나 파종 뒤 50~60일에 실시한다.

## 농사 짓기
한국에서는 1577년(선조 10)에 최세진에 의해서 편찬된 〈훈몽자회〉에 처음 시금치가 등장하고 있어서 조선 초기부터 재배된 것으로 여겨진다. 시금치의 발아 적정 온도는 15~20°C 이상이며 25°C에서는 발아가 나빠진다. 시금치는 대표적인 장일 식물로 낮의 길이가 길어짐에 따라 성장이 빨라진다. 토양 산도는 pH6.6~7.5가 알맞고 산성토에서는 생육 장해가 심하다. 시금치는 종자의 형태에 따라 각이 있는 유각종과 각이 없는 무각종으로 구분된다. 유각종은 종자에 2~3개의 돌기가 있고 잎은 가늘고 길며 내한성이 강하여 가을 재배에 알맞다. 무각종은 유각종의 돌연변이 현상에 의하여 생긴 것으로 잎이 넓고 옆면은 오글거려 파도 형상을 나타내며 주로 봄재배에 이용된다. 또한 이 2종의 잡종도 재배된다.

## 같이 보기
- 콩나물
- 고사리
- 도라지
- 숙주나물

## 사진

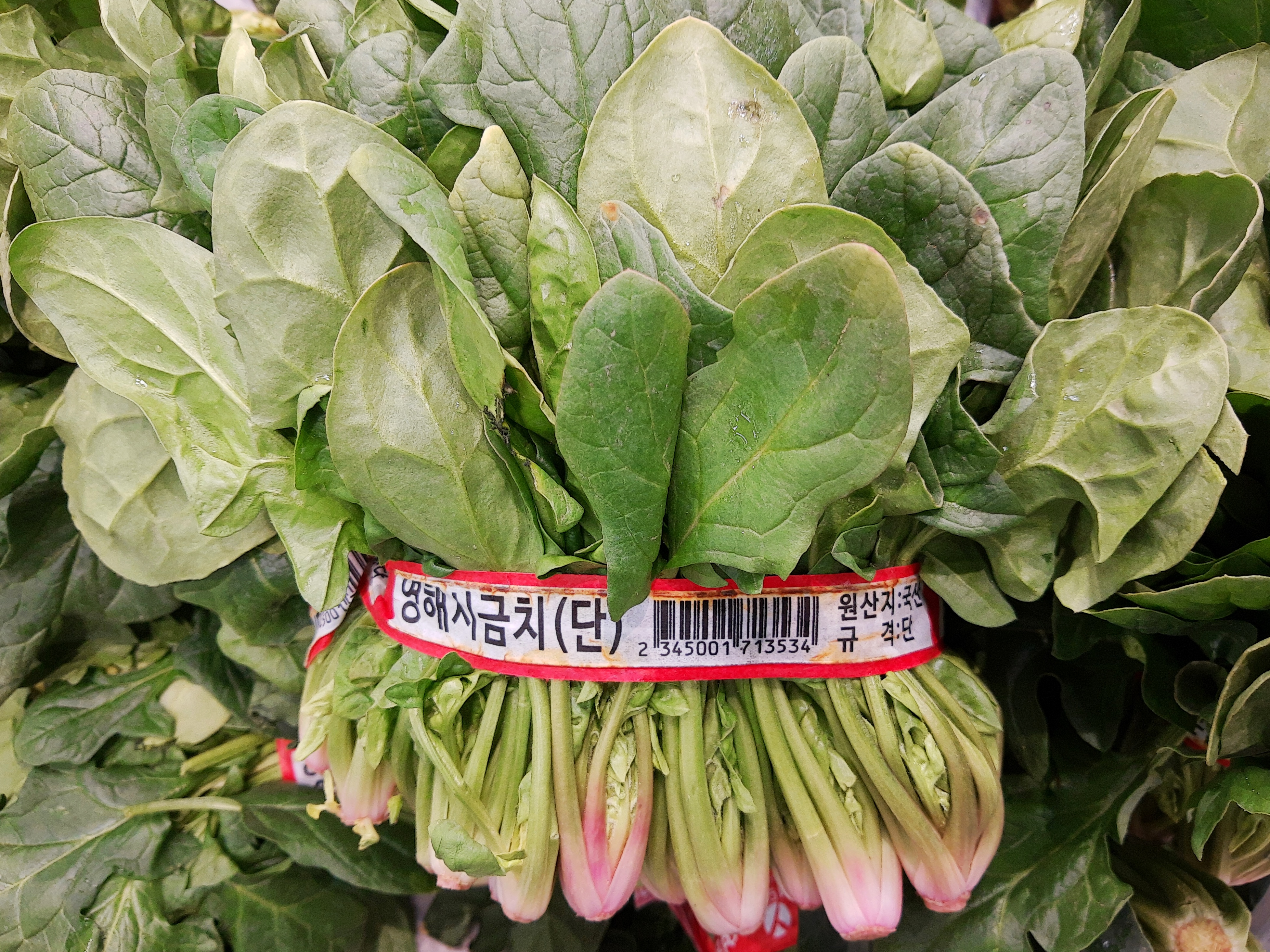
시금치
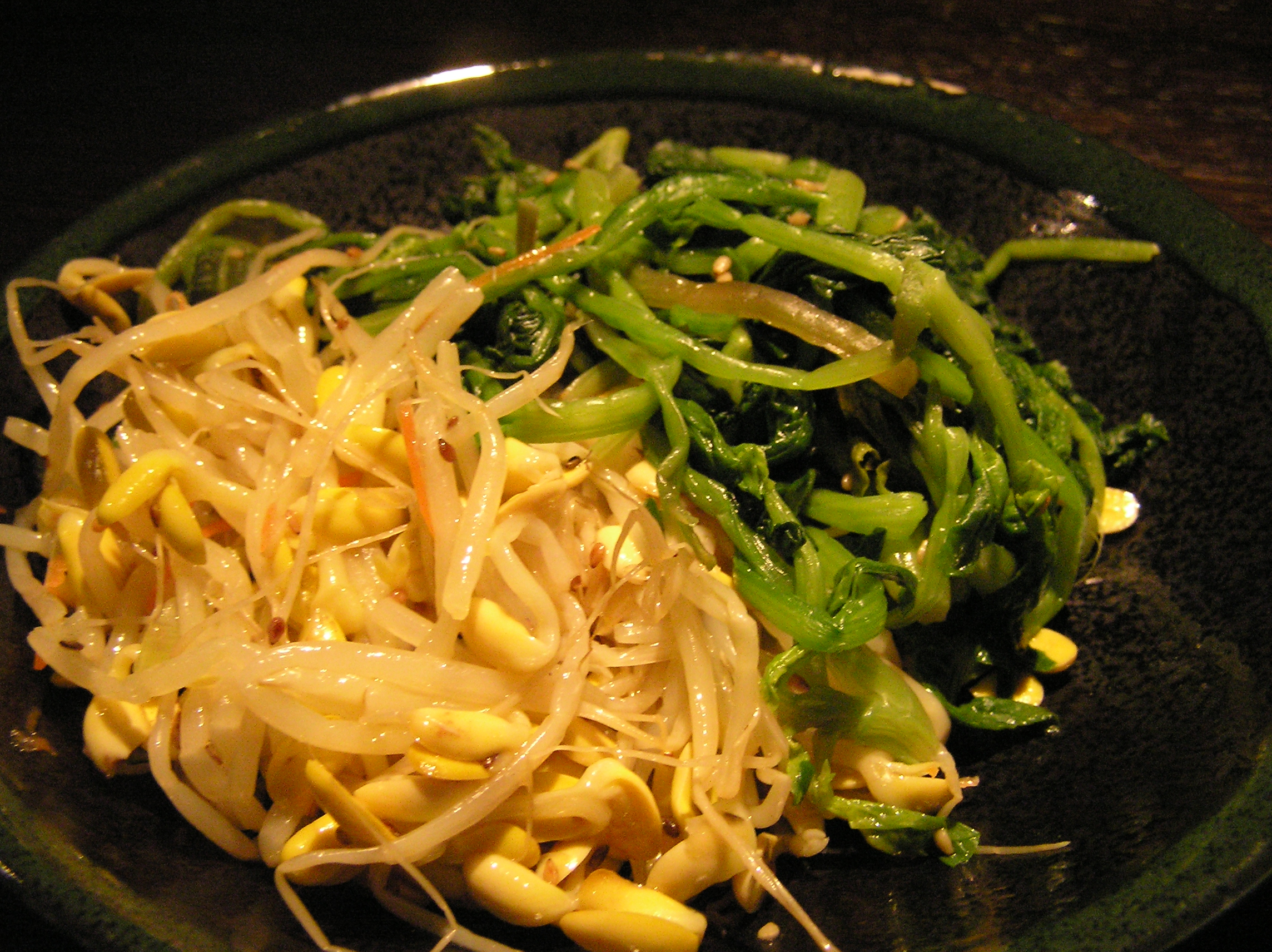
콩나물, 시금치나물
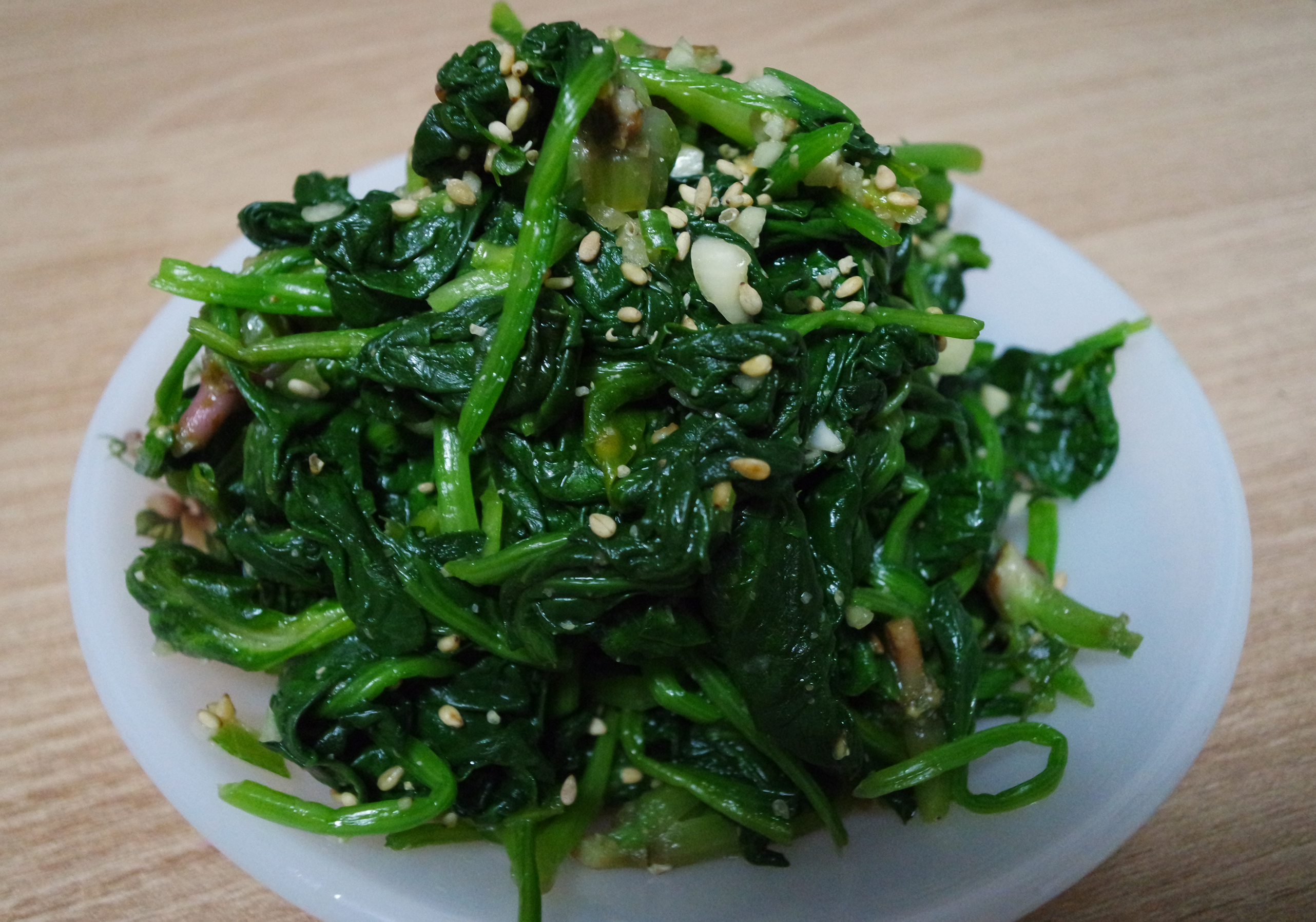
시금치나물

## 참고 자료
- 이 문서에는 다음커뮤니케이션(현 카카오)에서 GFDL 또는 CC-SA 라이선스로 배포한 글로벌 세계대백과사전의 내용을 기초로 작성된 글이 포함되어 있습니다.